# 1 500 mètres féminin aux championnats du monde d'athlétisme 2015
Navigation
Moscou 2013 Londres 2017
L'épreuve du 1 500 mètres féminin des championnats du monde de 2015 s'est déroulée les 22, 23 et 25 août 2015 dans le Stade national de Pékin, le stade olympique de Pékin, en Chine. Elle est remportée par l'Éthiopienne Genzebe Dibaba.

## Critères de qualification
Pour se qualifier pour les Championnats, il fallait avoir réalisé 4 min 06 s 50 ou moins, entre le 1er octobre 2014 et le 10 août 2015.
La championne du monde en titre et le vainqueur de la Ligue de diamant 2014 bénéficient d'une wild card, tandis que les championnes continentales en titre sont également qualifiés, la décision finale d'aligner l'athlète relevant de la fédération nationale concernée.
35 athlètes sont engagées.

## Records et performances

### Records
Les records du 1 500 m femmes (mondial, des championnats et par continent) étaient avant les championnats 2013 les suivants.
| Record                    | Athlète           | Pays             | Temps         | Lieu             | Date              |
| ------------------------- | ----------------- | ---------------- | ------------- | ---------------- | ----------------- |
| Record du monde           | Genzebe Dibaba    | Éthiopie         | 3 min 50 s 07 | Monaco, Monaco   | 17 juillet 2015   |
| Record des championnats   | Tatyana Tomashova | Russie           | 3 min 58 s 52 | Paris, France    | 31 août 2003      |
| Record d'Afrique          | Genzebe Dibaba    | Éthiopie         | 3 min 50 s 07 | Monaco, Monaco   | 17 juillet 2015   |
| Record d'Asie             | Qu Yunxia         | Chine            | 3 min 50 s 46 | Beijing, Chine   | 11 septembre 1993 |
| Record d'Amérique du Nord | Shannon Rowbury   | États-Unis       | 3 min 56 s 29 | Monaco, Monaco   | 17 juillet 2015   |
| Record d'Amérique du Sud  | Letitia Vriesde   | Suriname         | 4 min 05 s 67 | Tokyo, Japon     | 31 août 1991      |
| Record d'Europe           | Tatyana Kazankina | Union soviétique | 3 min 52 s 47 | Zurich, Suisse   | 13 août 1980      |
| Record d'Océanie          | Sarah Jamieson    | Australie        | 4 min 00 s 93 | Stockholm, Suède | 25 juillet 2006   |

### Meilleures performances de l'année 2015
Les dix  athlètes les plus rapides de l'année sont, avant les championnats, les suivants. 
|    | Athlète          | Pays        | Temps         | Lieu   | Date            |
| -- | ---------------- | ----------- | ------------- | ------ | --------------- |
| 1  | Genzebe Dibaba   | Éthiopie    | 3 min 50 s 07 | Monaco | 17 juillet 2015 |
| 2  | Sifan Hassan     | Pays-Bas    | 3 min 56 s 05 | Monaco | 17 juillet 2015 |
| 3  | Shannon Rowbury  | États-Unis  | 3 min 56 s 29 | Monaco | 17 juillet 2015 |
| 4  | Jennifer Simpson | États-Unis  | 3 min 57 s 30 | Monaco | 17 juillet 2015 |
| 5  | Laura Muir       | Royaume-Uni | 3 min 58 s 66 | Monaco | 17 juillet 2015 |
| 6  | Dawit Seyaum     | Éthiopie    | 3 min 59 s 76 | Rome   | 4 juin 2015     |
| 7  | Maureen Koster   | Pays-Bas    | 3 min 59 s 79 | Monaco | 17 juillet 2015 |
| 8  | Besu Sado        | Éthiopie    | 4 min 00 s 65 | Monaco | 17 juillet 2015 |
| 9  | Faith Kipyegon   | Kenya       | 4 min 00 s 94 | Oslo   | 11 juin 2015    |
| 10 | Mercy Cherono    | Kenya       | 4 min 01 s 26 | Eugene | 30 mai 2015     |

## Médaillées
| Or             | Argent                     | Bronze       |
| Genzebe Dibaba | Faith Chepngetich Kipyegon | Sifan Hassan |

## Résultats

### Finale
| Rang               | Athlète                    | Pays        | Temps         | Note |
| ------------------ | -------------------------- | ----------- | ------------- | ---- |
| Médaille d'or      | Genzebe Dibaba             | Éthiopie    | 4 min 8 s 09  |      |
| Médaille d'argent  | Faith Chepngetich Kipyegon | Kenya       | 4 min 8 s 96  |      |
| Médaille de bronze | Sifan Hassan               | Pays-Bas    | 4 min 9 s 34  |      |
| 4                  | Dawit Seyaum               | Éthiopie    | 4 min 10 s 26 |      |
| 5                  | Laura Muir                 | Royaume-Uni | 4 min 11 s 48 |      |
| 6                  | Abeba Aregawi              | Suède       | 4 min 12 s 16 |      |
| 7                  | Shannon Rowbury            | États-Unis  | 4 min 12 s 39 |      |
| 8                  | Angelika Cichocka          | Pologne     | 4 min 13 s 22 |      |
| 9                  | Rababe Arafi               | Maroc       | 4 min 13 s 66 |      |
| 10                 | Tatyana Tomashova          | Russie      | 4 min 14 s 18 |      |
| 11                 | Jennifer Simpson           | États-Unis  | 4 min 16 s 28 |      |
| 12                 | Malika Akkaoui             | Maroc       | 4 min 16 s 98 |      |

### Demi-finales
Les cinq premières athlètes de chaque course (Q) ainsi que les deux meilleurs temps (q) se qualifient pour la finale.
| Rang | Athlète          | Pays                | Temps             | Notes |
| ---- | ---------------- | ------------------- | ----------------- | ----- |
| 1    | Sifan Hassan     | Pays-Bas            | 4 min 15 s 38 (Q) |       |
| 2    | Dawit Seyaum     | Éthiopie            | 4 min 15 s 46 (Q) |       |
| 3    | Abeba Aregawi    | Suède               | 4 min 15 s 90 (Q) |       |
| 4    | Malika Akkaoui   | Maroc               | 4 min 16 s 61 (Q) |       |
| 5    | Shannon Rowbury  | États-Unis          | 4 min 16 s 64 (Q) |       |
| 6    | Sofia Ennaoui    | Pologne             | 4 min 16 s 70     |       |
| 7    | Besu Sado        | Éthiopie            | 4 min 17 s 17     |       |
| 8    | Kerri Gallagher  | États-Unis          | 4 min 17 s 63     |       |
| 9    | Anna Shchagina   | Russie              | 4 min 17 s 82     |       |
| 10   | Betlhem Desalegn | Émirats arabes unis | 4 min 17 s 92     |       |
| 11   | Nancy Chepkwemoi | Kenya               | 4 min 18 s 15     |       |
| 12   | Laura Weightman  | Royaume-Uni         | -                 | DNS   |

| Rang | Athlète                    | Pays        | Temps             | Notes |
| ---- | -------------------------- | ----------- | ----------------- | ----- |
| 1    | Genzebe Dibaba             | Éthiopie    | 4 min 06 s 74 (Q) |       |
| 2    | Faith Chepngetich Kipyegon | Kenya       | 4 min 06 s 88 (Q) |       |
| 3    | Laura Muir                 | Royaume-Uni | 4 min 07 s 95 (Q) |       |
| 4    | Rababe Arafi               | Maroc       | 4 min 08 s 19 (Q) |       |
| 5    | Jennifer Simpson           | États-Unis  | 4 min 08 s 20 (Q) |       |
| 6    | Tatyana Tomashova          | Russie      | 4 min 08 s 72 (q) |       |
| 7    | Angelika Cichocka          | Pologne     | 4 min 09 s 19 (q) |       |
| 8    | Lauren Johnson             | États-Unis  | 4 min 10 s 01     |       |
| 9    | Maureen Koster             | Pays-Bas    | 4 min 10 s 95     |       |
| 10   | Amela Terzic               | Serbie      | 4 min 13 s 92     |       |
| 11   | Renata Plis                | Pologne     | 4 min 15 s 10     |       |
| 12   | Muriel Coneo               | Colombie    | 4 min 18 s 14     |       |

### Séries
Les six premières de chaque série (Q) se qualifient pour les demi-finales ainsi que les six meilleurs temps suivants (q).
| Rang | Athlète             | Pays                | Temps             | Note |
| ---- | ------------------- | ------------------- | ----------------- | ---- |
| 1    | Besu Sado           | Éthiopie            | 4 min 05 s 39 (Q) |      |
| 2    | Laura Muir          | Royaume-Uni         | 4 min 05 s 53 (Q) |      |
| 3    | Nancy Chepkwemoi    | Kenya               | 4 min 05 s 65 (Q) |      |
| 4    | Shannon Rowbury     | États-Unis          | 4 min 05 s 66 (Q) |      |
| 5    | Betlhem Desalegn    | Émirats arabes unis | 4 min 05 s 73 (Q) |      |
| 6    | Anna Shchagina      | Russie              | 4 min 05 s 78 (Q) |      |
| 7    | Laura Johnson       | États-Unis          | 4 min 05 s 79 (q) |      |
| 8    | Malika Akkaoui      | Maroc               | 4 min 05 s 85 (q) |      |
| 9    | Renata Plis         | Pologne             | 4 min 05 s 89 (q) |      |
| 10   | Muriel Coneo        | Colombie            | 4 min 08 s 31 (q) | NR   |
| 11   | Melissa Duncan      | Australie           | 4 min 09 s 29     |      |
| 12   | Eliane Saholinirina | Madagascar          | 4 min 19 s 59     | SB   |

| Rang | Athlète             | Pays             | Temps             | Note |
| ---- | ------------------- | ---------------- | ----------------- | ---- |
| 1    | Sifan Hassan        | Pays-Bas         | 4 min 09 s 52 (Q) |      |
| 2    | Dawit Seyaum        | Éthiopie         | 4 min 09 s 64 (Q) |      |
| 3    | Abeba Aregawi       | Suède            | 4 min 10 s 77 (Q) |      |
| 4    | Tatyana Tomashova   | Russie           | 4 min 10 s 79 (Q) |      |
| 5    | Jennifer Simpson    | États-Unis       | 4 min 10 s 91 (Q) |      |
| 6    | Angelika Cichocka   | Pologne          | 4 min 11 s 08 (Q) |      |
| 7    | Viola Cheptoo Lagat | Kenya            | 4 min 12 s 15     |      |
| 8    | Nicole Sifuentes    | Canada           | 4 min 12 s 82     |      |
| 9    | Nikki Hamblin       | Nouvelle-Zélande | 4 min 16 s 65     |      |
| 10   | Heidi See           | Australie        | 4 min 20 s 65     |      |
| 11   | Amina Bakhit        | Soudan           | 4 min 22 s 49     | SB   |
|      | Siham Hilali        | Maroc            | DNF               |      |

| \| Rang \| Athlète \| Pays \| Temps \| Note \| \| ---- \| -------------------------- \| ----------- \| ----------------- \| ---- \| \| 1 \| Genzebe Dibaba \| Éthiopie \| 4 min 02 s 59 (Q) \| \| \| 2 \| Faith Chepngetich Kipyegon \| Kenya \| 4 min 02 s 77 (Q) \| \| \| 3 \| Rababe Arafi \| Maroc \| 4 min 04 s 17 (Q) \| \| \| 4 \| Maureen Koster \| Pays-Bas \| 4 min 05 s 55 (Q) \| \| \| 5 \| Amela Terzic \| Serbie \| 4 min 06 s 07 (Q) \| \| \| 6 \| Laura Weightman \| Royaume-Uni \| 4 min 06 s 13 (Q) \| \| \| 7 \| Kerri Gallagher \| États-Unis \| 4 min 06 s 34 (q) \| \| \| 8 \| Sofia Ennaoui \| Pologne \| 4 min 06 s 94 (q) \| \| \| 9 \| Margherita Magnani \| Italie \| 4 min 09 s 06 \| \| \| 10 \| Luiza Gega \| Albanie \| 4 min 09 s 36 \| \| \| 11 \| Florina Pierdevara \| Roumanie \| 4 min 13 s 76 \| \| |                            |             |                   |      |
| Rang | Athlète                    | Pays        | Temps             | Note |
| 1 | Genzebe Dibaba             | Éthiopie    | 4 min 02 s 59 (Q) |      |
| 2 | Faith Chepngetich Kipyegon | Kenya       | 4 min 02 s 77 (Q) |      |
| 3 | Rababe Arafi               | Maroc       | 4 min 04 s 17 (Q) |      |
| 4 | Maureen Koster             | Pays-Bas    | 4 min 05 s 55 (Q) |      |
| 5 | Amela Terzic               | Serbie      | 4 min 06 s 07 (Q) |      |
| 6 | Laura Weightman            | Royaume-Uni | 4 min 06 s 13 (Q) |      |
| 7 | Kerri Gallagher            | États-Unis  | 4 min 06 s 34 (q) |      |
| 8 | Sofia Ennaoui              | Pologne     | 4 min 06 s 94 (q) |      |
| 9 | Margherita Magnani         | Italie      | 4 min 09 s 06     |      |
| 10 | Luiza Gega                 | Albanie     | 4 min 09 s 36     |      |
| 11 | Florina Pierdevara         | Roumanie    | 4 min 13 s 76     |      |

## Légende
Records et Performances
- AR : Record continental (area record)
- CR : Record des championnats (championship record)
- MR : Record du meeting (meet record)
- NR : Record national (national record)
- OR : Record olympique (olympic record)
- PR : Record paralympique (paralympic record)
- PB : Record personnel (personal best)
- SB : Meilleure performance personnelle de la saison (season's best)
- WL : Meilleure performance mondiale de l'année (world leader)
- WJR : Record du monde junior (world junior record)
- WR : Record du monde (world record)

Circonstances et Conditions
- DNF : N'a pas terminé (did not finish)
- DNS : N'a pas pris le départ (did not start)
- DQ : Disqualification (disqualification)
- NM : Aucun essai valable enregistré (No Mark)
- Q : Qualifié « directement » au prochain tour (ou à la prochaine compétition), lors d'une compétition majeure, grâce au classement ou à la réalisation des minima (automatic qualifier)
- q : Qualifié au prochain tour (ou à la prochaine compétition), lors d'une compétition majeure, grâce au repêchage ou à la réalisation de l'une des meilleures performances parmi celles des « non qualifiés directement » (grâce au meilleur temps ou à la meilleure distance par exemple) (secondary qualifier)